# Млада-гарда
Млада гарда (словац. Mladá garda) — студенческое общежитие, расположенное в Братиславском районе Нове Место на улице Рачанской. Назван в честь одноимённой подпольной антифашистской организации, действовавшей во время Великой Отечественной войны на Донбассе. Здание построено в 1954 году по проекту известного словацкого архитектора Эмиля Беллуша.

## История
В мае 1953 года решено было построить в Братиславе общежитие вместимостью 2500 студентов. Срок создания проектов составлял две недели, а в конце года студенты должны были уже заселиться в общежитие.
И июне на пустом земельном участке начали работать геодезисты и территория была очищена бульдозерами и выровнена. Непосредственно в процессе строительства участвовало 690 студентов и учителей.

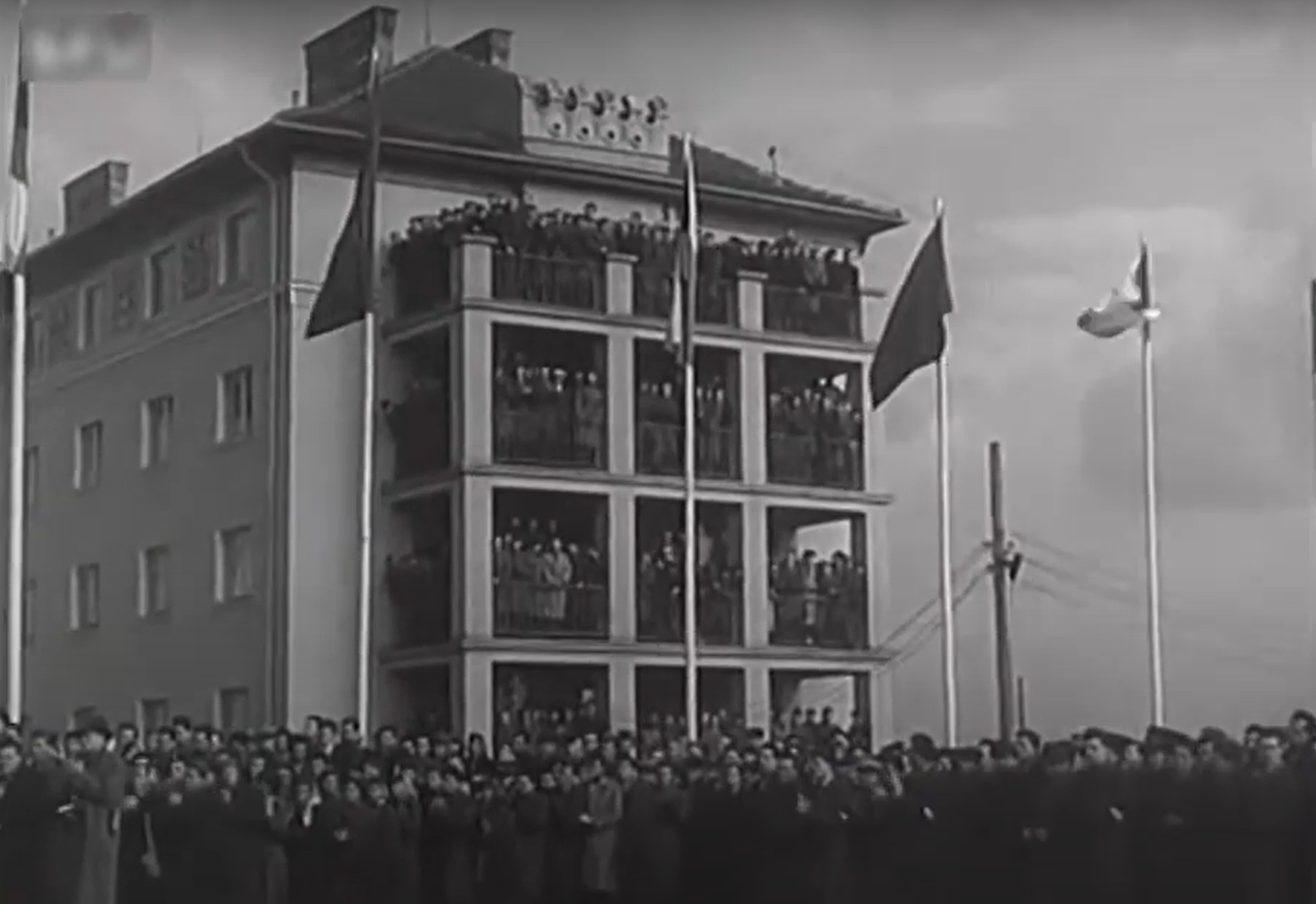
Открытие общежития

Проект университетского общежития создан в эпоху соцреализма и разработан профессором Эмилем Беллушем с коллективом архитекторов строительного факультета Словацкого Технического Университета на квадратном участке в виде комплекса жилых павильонов, соединённых крытыми коридорами. Это был последний проект Эмиля Беллуша, после этого он посвятил себя исключительно преподаванию и теоретической деятельности.

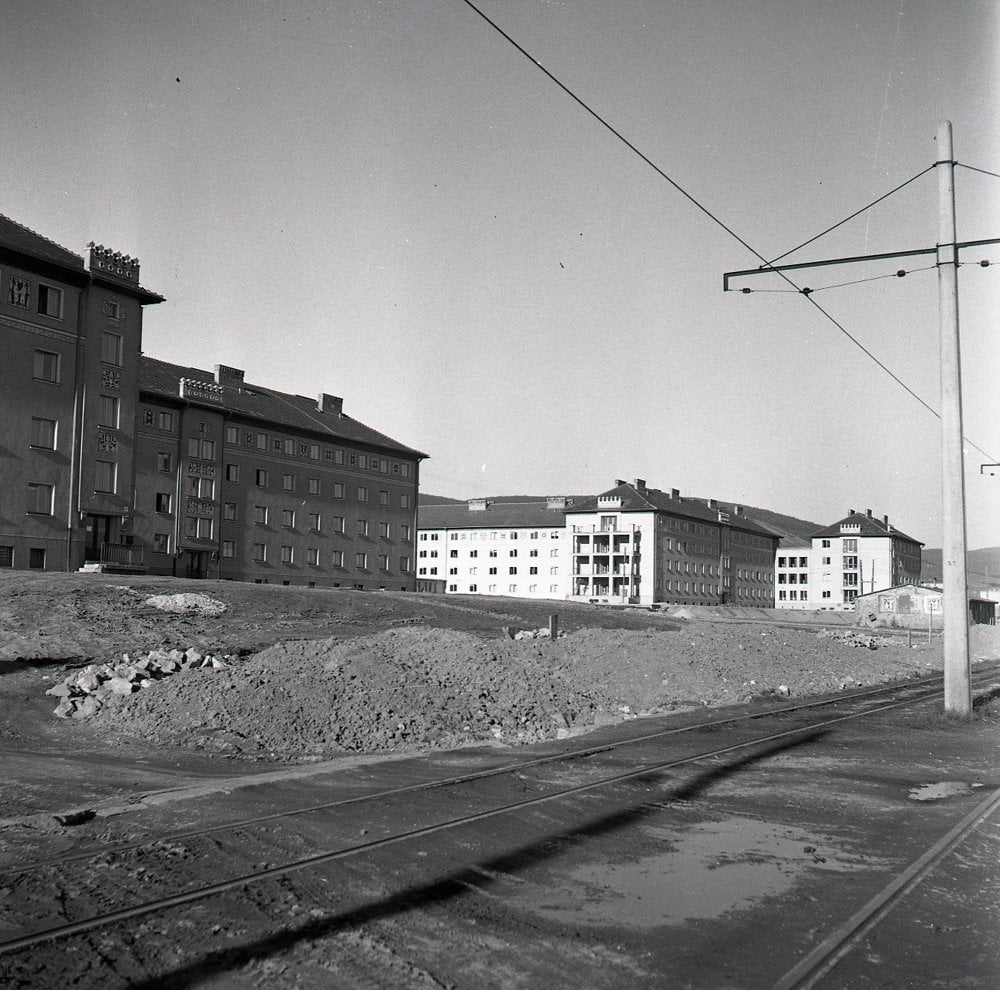
Вид на общежитие после постройки в 1955 году

Для общежития он использовал типовые дома и соединил их в симметричный ансамбль, что требовалось по советскому образцу.
До сих пор ведутся споры о том, спроектировал ли Беллуш свою последнюю работу, которая отличается от всего его творчества, согласно своим личным убеждениям, или время заставило его это сделать.
Полностью общежитие было закончено в 1955 году и торжественно открыто в международный день студентов.

## Городская концепция
Вопреки обычному правилу восходящей композиции, эта композиция нисходящая — в центре с наименьшей массой. Оно не формалистское, а, наоборот, является верным выражением содержания. Он представляет собой социальные пространства, обслуживающие весь персонал, и является носителем входа из города и выхода на открытые игровые площадки и зоны отдыха. Односемейные дома последовательно используются для частного жилья, урбанистически составленного таким образом, чтобы не было длинных коридоров и чтобы путь к главному входу и социальным пространствам был как можно короче.

## Архитектурная концепция
Весь комплекс представляет собой симметричную по двум осям композицию вокруг центрального здания — административно-хозяйственного и социального комплекса. С противоположной стороны — в сторону зелени виноградников — спальные корпуса выходят на спортивные площадки. Художественное убранство всего комплекса состоит из сдержанно использованных мотивов аттика, продолжающегося над крышей в центральной части — в пространствах над коридорами, и сграффито терракотового цвета между окнами последнего этажа. Полоса сграффито с различными мотивами работы, тянущаяся под главным карнизом вдоль всех фасадов, имеет длину два с половиной километра. Симметрия всей композиции поддерживается башней с часами над центральным зданием. Несмотря на обширность комплекса, здесь, как и во всех постройках Эмиля Беллуша, функция объекта прекрасно решена, понятна и удобна в ориентировании.

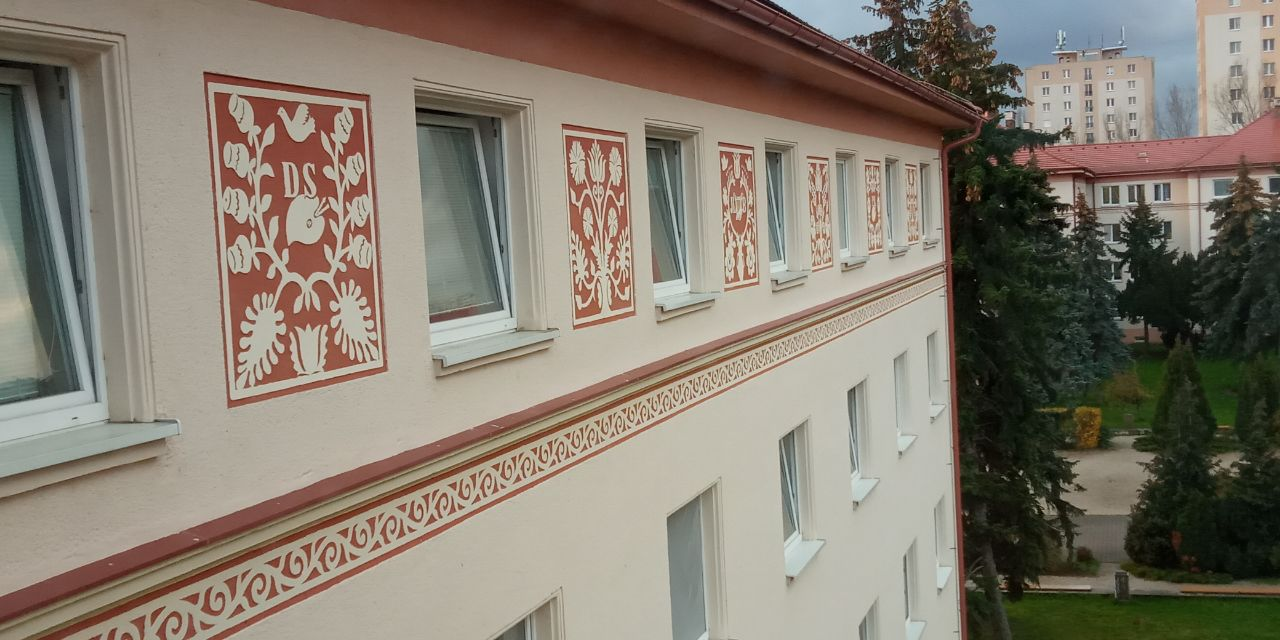
Сграффито на фасаде одного из блоков общежития

Пары комнат вместе с санузлом и небольшим коридором сгруппированы в ячейки, что создает экономичную и в то же время оптимально изолированную среду для учёбы.
Спорткомплекс является частью общежития, так как раньше связь между университетом и спортом была распространена. Здесь находится единственный 400-метровый спортивный комплекс в Братиславе, отвечающий условиям для проведения соревнований.

## Текущее состояние
История общежития началась в 1955 году, когда в город приехали первые студенты. С тех пор студенческое общежитие постепенно приходило в худшее состояние. В 2003—2005 годах прошла частичная реконструкция, в рамках которой в каждой «ячейке» были построены санузлы (душ и туалет). Также были заменены водопровод и канализация. Общая сумма реинвестированных средств составила 29 миллионов словацких крон. В 2010 году началось постепенное восстановление фасада и замена кровли на некоторых блоках. В 2016 году Словацкий технический университет в Братиславе завершил полную реконструкцию, в общежитии теперь новые фасады и крыши на всех блоках. Из-за наличия сграффито украшающих фасад между окнами последнего этажа реконструкция проходила под наблюдением специалистов. Отремонтированы столовая и кухня, идет ремонт студенческих комнат. Благодаря тому что были созданы одноместные комнаты вместимость общежития уменьшилась до 1373 человек.